# Cornerback
Il cornerback (CB) è un ruolo difensivo di una squadra di football americano e si posiziona solitamente ai lati degli uomini di linea della difesa, coprendo le zone più esterne del campo. Tuttavia le regole NFL (NFL Rulebook) e NCAA non specificano precisamente la posizione iniziale che questo ruolo deve assumere, limitandosi ad indicare che si deve necessariamente trovare nella zona difensiva del campo all'inizio del gioco.
Il CB è solitamente considerato come ruolo appartenente alla linea posteriore della difesa, riferendosi più al fatto che non è parte della defensive line piuttosto che alla sua reale collocazione in campo.

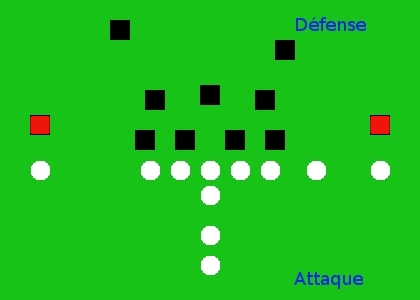
La posizione (in rosso) del CB in campo

## Compiti in campo
Il compito principale è quello di fermare il wide receiver (WR) o di anticiparlo intercettando i lanci del quarterback (QB) avversario (non è infatti raro poter assistere a intercetti di CB che si trasformano in touchdown), ma all'occorrenza anche di bloccare il portatore di palla avversario con un tackle, di penetrare nel backfield avversario o di partecipare ad un blitz. 
Di fatto, negli schemi di copertura a zona (zone coverage), il CB è "l'ombra del ricevitore" in caso di passaggi. Nella copertura a uomo (man-to-man) gli viene assegnato uno specifico WR, mentre negli schemi a zona una determinata porzione di campo.

### Copertura a zona
Nella "copertura a zona" (Zone coverage) al CB è assegnata una zona di campo da difendere dagli eventuali attacchi avversari. Spesso i coordinatori difensivi hanno a disposizione molteplici varianti anche all'interno di medesimi schieramenti grazie agli ampi margini di manovra sui propri CB, per annullare i tentativi avversari di guadagnare yards. Le coperture a zona più comuni sono:
- Cover 2 : i CB si dispongono a circa 5 yard dai WR sulla linea di scrimmage. In questo schema i cornerbacks hanno solitamente compiti di contenimento, cercano di impedire che gli attaccanti avversari riescano a sconfinare in campo aperto lungo le linee laterali, indirizzandoli verso il centro del campo o bloccandoli nella "5 yard zone". Su eventuali giochi di corsa o lanci corti hanno il compito di coprire le porzioni di campo scoperte che si creano dietro la linea difensiva, interpretando le giocate del quarterback avversario. Una variante di questo tipo di copertura prevede che i cornerbacks spingano i ricevitori avversari verso la linea laterale, per diminuire le possibilità di passaggi corti. In questi casi tocca alle safeties la copertura delle zone più profonde del campo di gioco. Un'ulteriore variante prevede che il CB destro/sinistro (qualora il QB prediliga l'utilizzo della mano destra/sinistra) copra una porzione aggiuntiva di campo, sgravando da questo compito una safety e liberandola (ad esempio) per un blitz o per concentrarsi su un'altra parte del campo.

- Cover 3 : i CB difendono le porzioni di campo esterne, mentre è la safety ad occuparsi della zona centrale del campo.

- Cover 4 : come nella Cover 3 i CB devono coprire le zone di campo prossime alla linea laterale, che saranno tuttavia di dimensioni inferiori grazie allo schieramento di un giocatore di copertura aggiuntivo.

### Copertura a uomo
Nella copertura man-to-man ai CB è assegnato uno specifico ricevitore avversario da marcare. Una volta iniziato il gioco i CB possono tentare un "jam" o concedere alcune yards all'avversario prima di interferire ("cushion"). In realtà i CB possono anche concedere parecchie yards ai rispettivi ricevitori, è questo il caso di difese di profondità. 
In prossimità della "red zone" il compito dei CB è quello di prevenire i tagli dei ricevitori verso le zone centrali e sovraffolate di campo, optando anche per uno scambio di marcature tra compagni di ruolo.
Le coperture a uomo più famose sono:
- Man Under: i CB spingono i ricevitori verso la linea laterale cercando di escluderli dalle zone centrali del campo. Per far ciò la linea dei CB si spinge il più possibile verso i WR (evitando di essere in fuorigioco) e tentando, a gioco iniziato, il jam sulla linea di scrimmage. Qualora il ricevitore riesca a eludere il blocco, il cornerback non può essere aiutato da nessuno dei suoi compagni, perché impegnati loro stessi in una difesa a uomo o in un tentativo di blitz (infatti questo tipo di difesa è spesso usata in prossimità della "goalline" in caso si sia optato per un tentativo di blitz).
- Loose Man: il CB si schiera a 5-10 yards dal ricevitore che gli è stato assegnato. In questo tipo di difesa solitamente non vi è un tentativo di interferenza sui WR che sono lasciati liberi di scegliere quale traccia percorrere. Solo una volta decisa la traccia i CB entrano in azione.
- Man Up: in questo tipo di copertura il compito dei CB è di frapporsi tra il ricevitore e il suo QB. Una volta iniziato il gioco il CB si disinteressa (inizialmente) del QB seguendo il ricevitore e sperando di poterlo anticipare qualora il lancio vi sia diretto. È un tipo di copertura facilmente eludibile e per questo riservata ai CB più abili. Diventa ancora più difficile in caso di campi bagnati e scivolosi o qualora i ricevitori compiano ripetute virate per depistare il proprio marcatore.

### Jamming

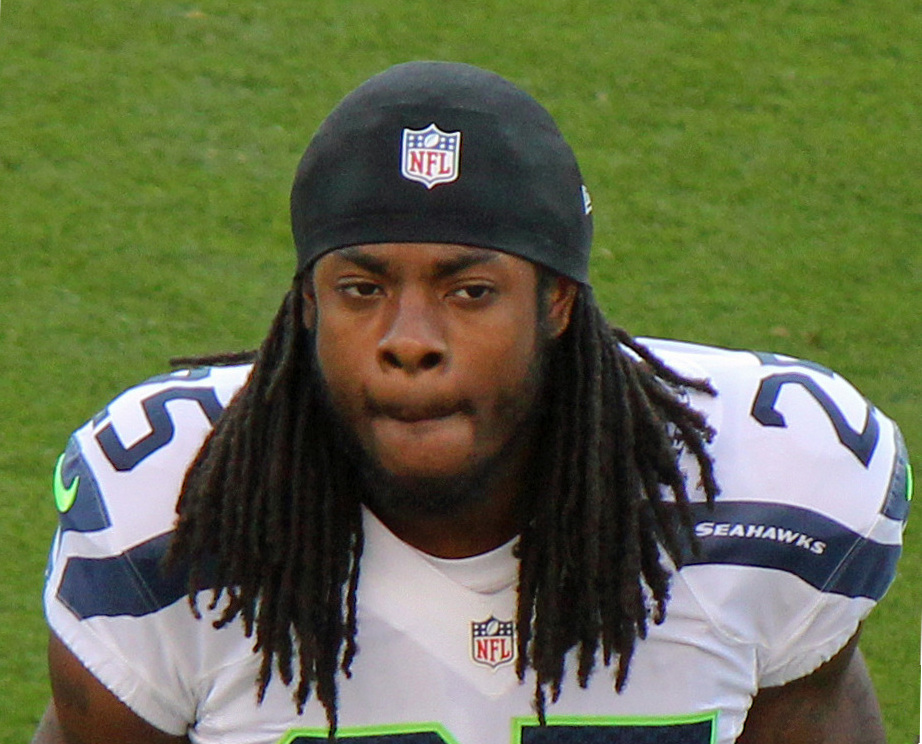
Richard Sherman CB dei Seattle Seahawks

Con questo termine si identifica il tentativo da parte dei cornerbacks di ostacolare (jam) i tentativi di corsa dei WR avversari in prossimità della linea di scrimmage. Ostacolando l'avanzata dei ricevitori avversari i CB consentono ai propri compagni di difesa di disporre di maggior tempo per tentare un sack sul QB ("coverage sack") o per permettere alle safeties e ai linebackers di fornire maggiore copertura sui passaggi. In particolar modo questa tattica diviene molto utile per riparare ad errori di interpretazione del gioco offensivo da parte dei linebackers, ad esempio quando a fronte di un'interpretazione di corsa vi è in realtà un passaggio. 
Tuttavia, qualora il "jam" fallisca o non sia abbastanza efficace, possono crearsi buone possibilità per i ricevitori avversari di conquistare parecchie yards. Infatti le safeties e i linebackers non disporrebbero del tempo necessario per rientrare da un tentativo di blitz sul QB o per organizzare una buona copertura in caso di passaggi imprevisti.

## Regole su passaggi e contatti
Le regole su questo ruolo variano in base al livello di gioco. Per esempio, in ambito professionistico, non è consentito nessun contatto del CB con un ricevitore avversario (eligible receiver) dopo le prime 5 yards dalla linea di scrimmage. Il contatto, sempre se considerato regolare, è nuovamente permesso non appena il ricevitore abbia toccato la palla oppure sia evidente che non venga più effettuato un passaggio in avanti. Inoltre è consentito per un CB (o un eventuale difensore) tentare l'aggancio o la deviazione di una palla in volo, ma in alcun modo di spingere o colpire l'avversario per impedirgli la ricezione (la stessa regola è applicata in caso di intercetto). Qualsiasi violazione, sia difensiva che offensiva viene punita come una "pass interference" con l'assegnazione di una penalità. Le regole sui passaggi cercano in definitiva di garantire la possibilità di ricevere un passaggio per un ricevitore, quanto di realizzare un intercetto e un ribaltamento del gioco per un difensore. Le limitazioni sui contatti mirano invece a ridurre al minimo i pericoli per i giocatori e a garantire un gioco fluente e maggiormente spettacolare.

## Doti fisiche e mentali
I giocatori che ricoprono questo ruolo devono avere buone doti di agilità, velocità e istinto oltre che una buona dimestichezza nel controllare e bloccare la palla. Altre caratteristiche utili in questo ruolo sono la capacità di muoversi velocemente all'indietro, una buona abilità nella copertura a uomo, la capacità di interferire sul percorso della palla, abilità nel bloccare i ricevitori sulla linea di scrimmage (jamming), rapidità nella lettura delle intenzioni del QB avversario e doti di placcaggio in campo aperto.